# Kidrobot
Kidrobot est un producteur et un détaillant de fabricant de jouets, vinyles et objets de collection qui a été fondée par Paul Budnitz en 2002. Elle a été vendue par Budnitz en 2012 et acquise en novembre 2014 par National Entertainment Collectibles Association Inc. après que la société a failli faire faillite. Frank Kozik a rejoint la société en tant que directeur créatif cette année-là. Aujourd'hui, ses principaux concurrents sont les sociétés Funko et Superplastic.
En septembre 2008, on a rapporté qu'un film basé sur la marchandise de jouets était en cours de développement,.
Kidrobot produit différents personnages de jouets artistiques, dont Munny et Dunny, qui ont tous deux été publiés dans le New York Times et d'autres journaux et magazines nationaux. Kidrobot est également connu pour sa série de jouets connue sous le nom de Yummy World. De plus, elle produit des figurines d'anime japonaises en édition limitée et collabore avec des séries télévisées bien connues, telles que South Park et Les Simpson.

### Articles
- Funko
- Paul Budnitz
- Superplastic